# .sb
.sb è il dominio di primo livello nazionale assegnato alle Isole Salomone.
Fa parte del Council of Country Code Administrators (CoCCA).